# Kerk van Lettelbert
De kerk van Lettelbert is een hervormd kerkgebouw in de Groninger gemeente Westerkwartier. De kerk stamt in eerste aanleg uit de middeleeuwen en ligt op een oud verhoogd kerkhof. De Protestantse Gemeente Leek-Oldebert gebruikt de kerk voor haar diensten.

## Beschrijving
De kerk zelf staat op een fundering van veldkeien. Bij het verwijderen van de pleisterlaag ten tijde van de restauratie van 1985 werden restanten van rondboogvensters zichtbaar in de noordmuur. Soortgelijke vensters zijn te vinden in de naburige kerk van Midwolde, ook uit de 13e eeuw. Op kaarten uit de 17 eeuw wordt de kerk van Lettelbert afgebeeld als een kleine kerk met veelzijdige koorsluiting en dakruiter. Oorspronkelijk had de kerk een rechtgesloten koor, maar dit werd vijfzijdig gesloten met gebruikmaking van afbraaksteen aan het eind van de 15e of in het begin van de 16e eeuw. De kerk is waarschijnlijk groter geweest in oostelijke richting. Tussen 1594 (Reductie van Groningen) en 1650 verkeerde het gebouw namelijk in een slechte staat van onderhoud en in 1650 stortte het schip in. Het schip werd vervolgens kleiner herbouwd met spitsboogvensters. Sindsdien lijkt de kerk een beetje kort gezien de lengte-breedteverhouding. De kerk is sinds 1977 eigendom van de Stichting Oude Groninger Kerken.

## Exterieur
Het is een eenbeukige kerk met een vijfzijdig gesloten koor en een dakruiter. De kerk heeft zes grote spitsboogvensters met eenvoudige traceringen: drie in de zuidmuur, twee in de koorsluiting en een in de noordmuur. Deze vensters waren oorspronkelijk korter en zijn naar beneden verlengd. In de zuidmuur bevindt zich nog  en een dichtgemetselde ingang, afgedekt met een stuk rode Bremer zandsteen, en een hagioscoop. De noordmuur heeft ook een hagioscoop gehad. Het middelste venster van de koorsluiting is dichtgezet om plaats te bieden aan de preekstoel. In de buitenmuur is een anker en een balkeinde te zien waarmee de preekstoel bevestigd is.
Tijdens de restauratie van 1985 werd in de muur een uitsparing gevonden waarin menselijke beenderen werden gevonden. Dergelijke vondsten werden ook gedaan in de kerk van Scheemda, de oude Petruskerk te Wagenborgen en in de kerk van Meedhuizen. Soms ging het om speciaal uitgespaarde ruimtes voor deze beenderen. Een mogelijke verklaring is dat de menselijke resten werden bijgezet na het ruimen van graven op het kerkhof. Een andere reden kan zijn dat men in de middeleeuwen dacht dat deze botten zouden helpen om de kerk 'overeind te houden'. De botten zijn namelijk bovengemiddeld groot en lijken dus ook afkomstig van grote mensen. Men dacht misschien dat deze 'reuzen' letterlijk zouden helpen om de kerk te ondersteunen.
In 1890 werd de westgevel vernieuwd met Groninger baksteen. Destijds werd ook de huidige dakruiter geplaatst waarop als windvaan de leeuw uit het wapen van de collatoren, het geslacht In- und Kniphausen staat. In 1651 kreeg de kerk een luidklok, gegoten door Groninger klokkengieter Wilhelmus Jacobus de Frey. Deze klok werd in 1860 overgebracht naar Enumatil. In 1865 kreeg de kerk van Lettelbert een nieuwe klok, welke tijdens de Tweede Wereldoorlog geroofd en omgesmolten werd door de Duitsers. De huidige klok dateert uit de jaren 1950.

## Interieur
De kerk heeft een eenvoudige inrichting. In de kerk staat een kansel uit ongeveer 1660 met een trap, achterschot en klankbord. De preekstoel wordt gesierd met Ionische kapitelen en met een baretknop (een zogenaamd kwabornament) op het achterschot.  
De eveneens 17e-eeuwse banken zijn opgesteld in een 19e-eeuwse trant. In de 19e eeuw kreeg de kerk een dooptuin. In 1985 werd het kerkje gerestaureerd, waarbij de oude blauwgroene zoldering met trekbalken weer tevoorschijn werd gehaald. Voor de ingang lag vroeger de oude altaarsteen van rode Brember zandsteen, wellicht om het oude roomse geloof 'met de voeten te treden' na de overgang naar de hervormde kerk rond 1650. Op deze steen zitten drie wijdingskruisen en aan de zijkant zit een hostiegat. Later werd de steen verplaatst naar het koor, waar deze nu rechtop staat. Net als in de kerk van Niebert staat in het gangpad van de kerk een kachel. De kerk is verder in het bezit van een ijzeren stander voor het doopbekken en een zilveren avondmaalsbeker uit 1659.

### Orgel
De kerk is nooit in het bezit geweest van een orgel. Tegenwoordig staat er in de kerk wel een harmonium op het oksaal.

## Zie ook

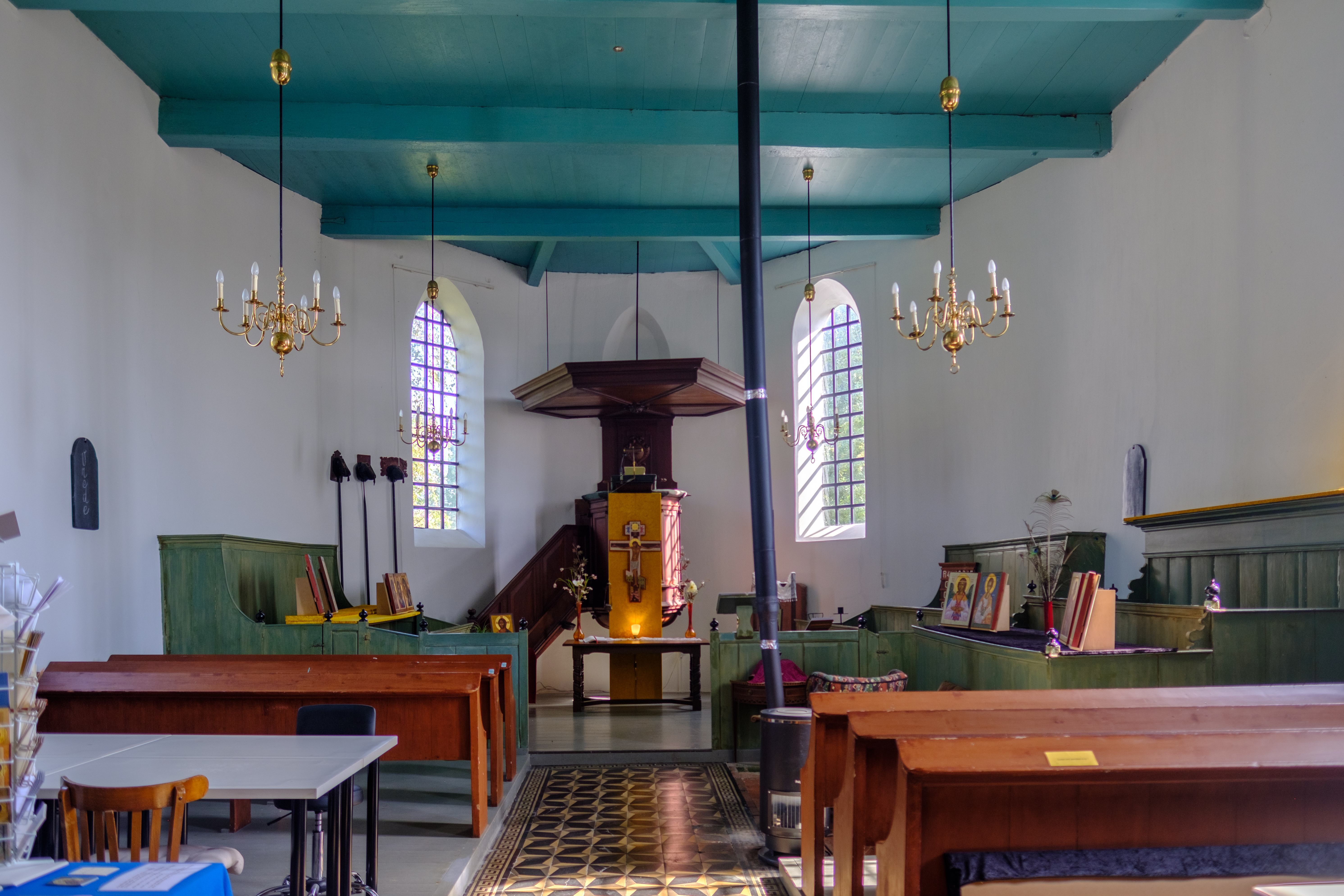
Interieur naar het oosten
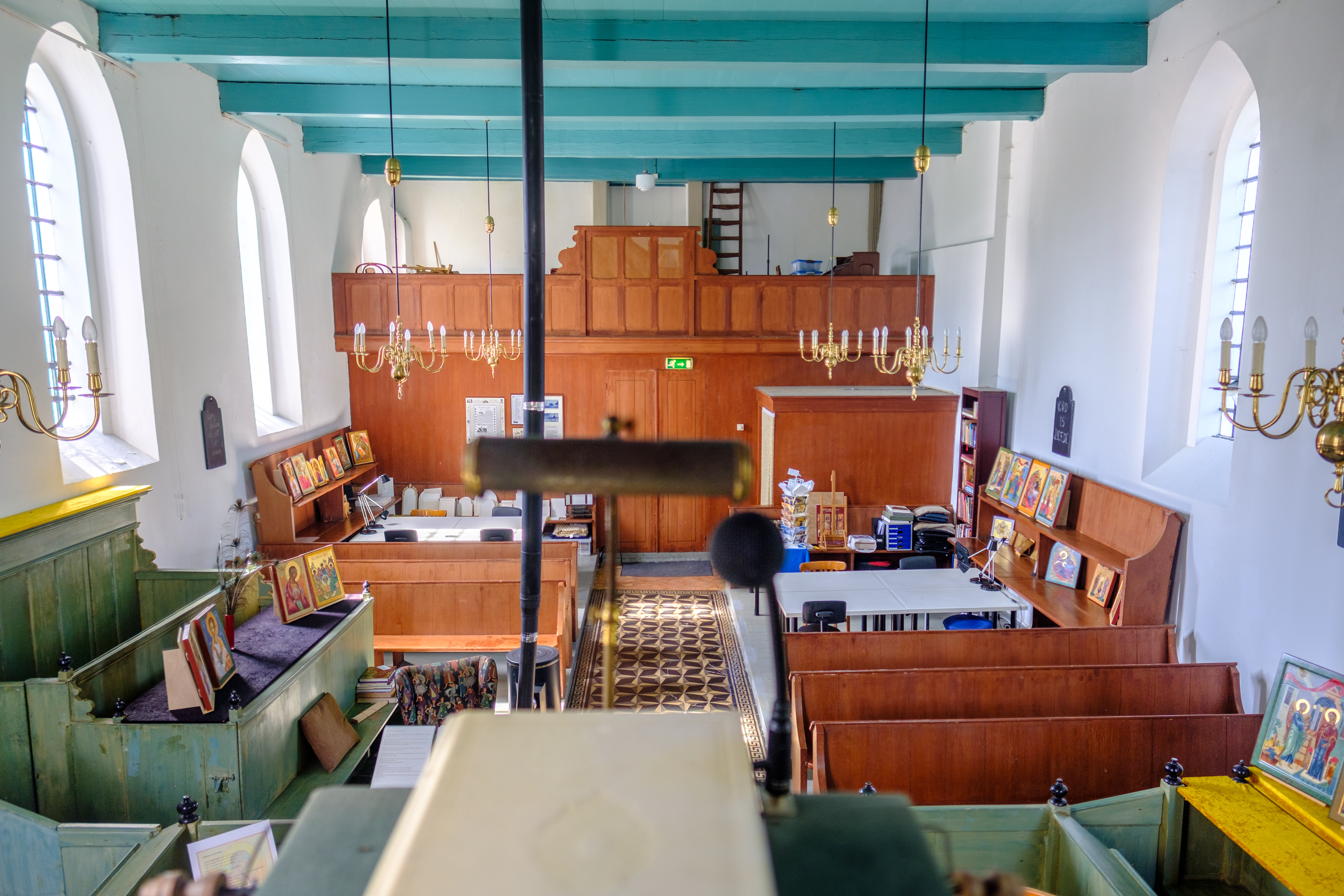
Interieur naar het westen
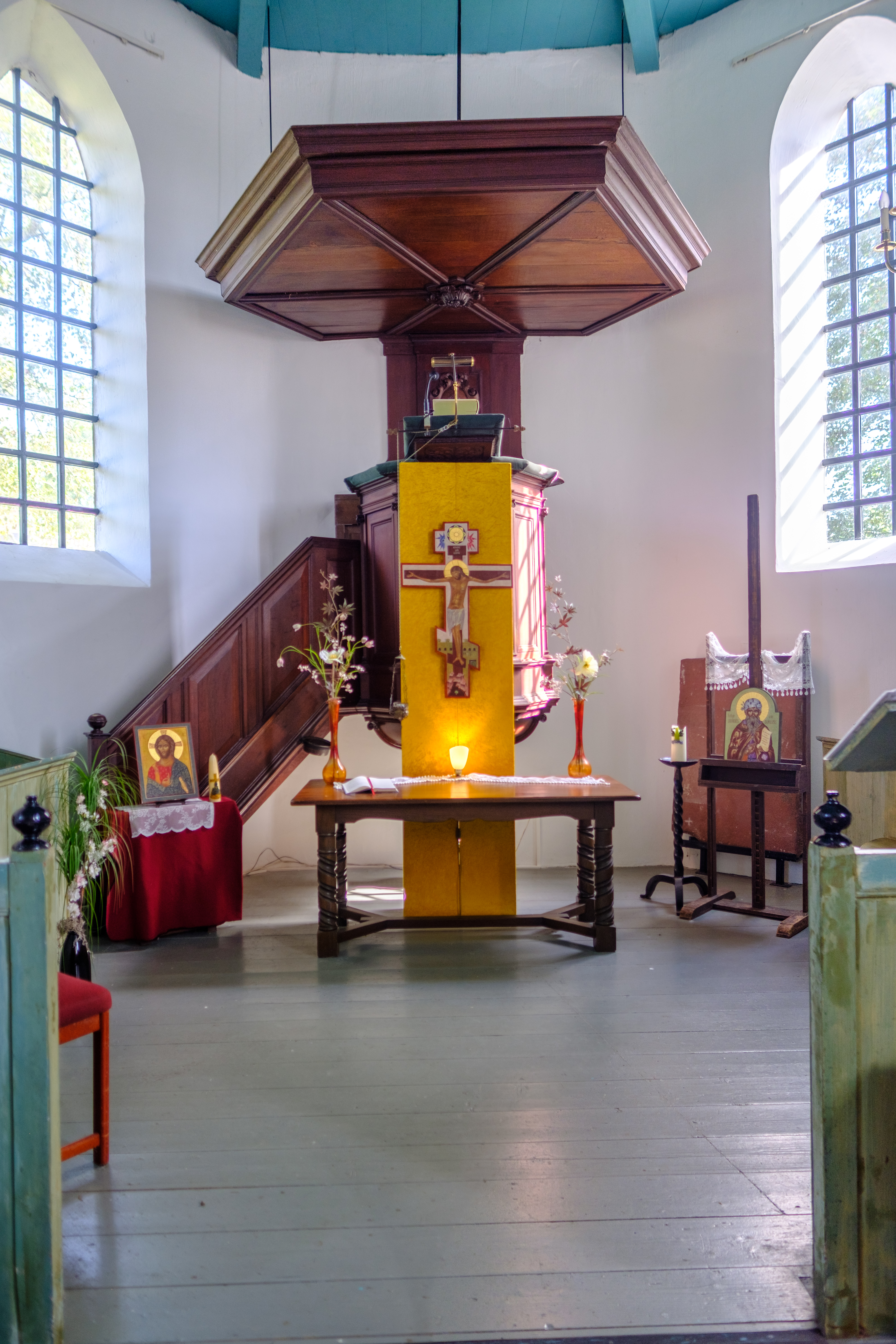
Kansel uit ongeveer 1650 met pilasters met gesneden plantmotieven en ionische kapitelen
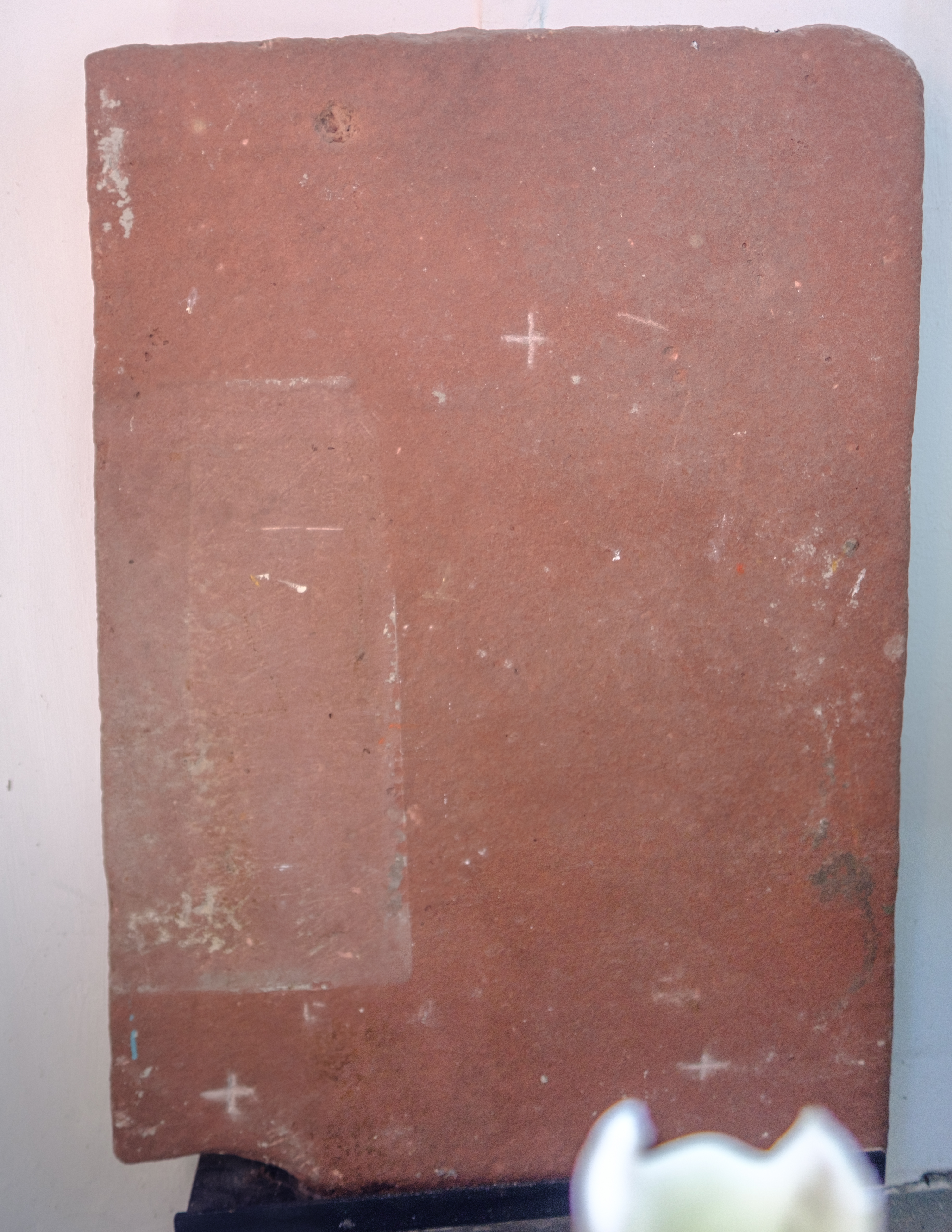
2e-eeuwse altaarmensa met 3 wijdingskruisjes (van oorspronkelijk 5) en vierkante reliekholte (niet zichtbaar, links). In 1907 uit kerk verwijderd en als stoepsteen voor de deur gelegd. In 1985 bij restauratie op huidig statief in kerk herplaatst.
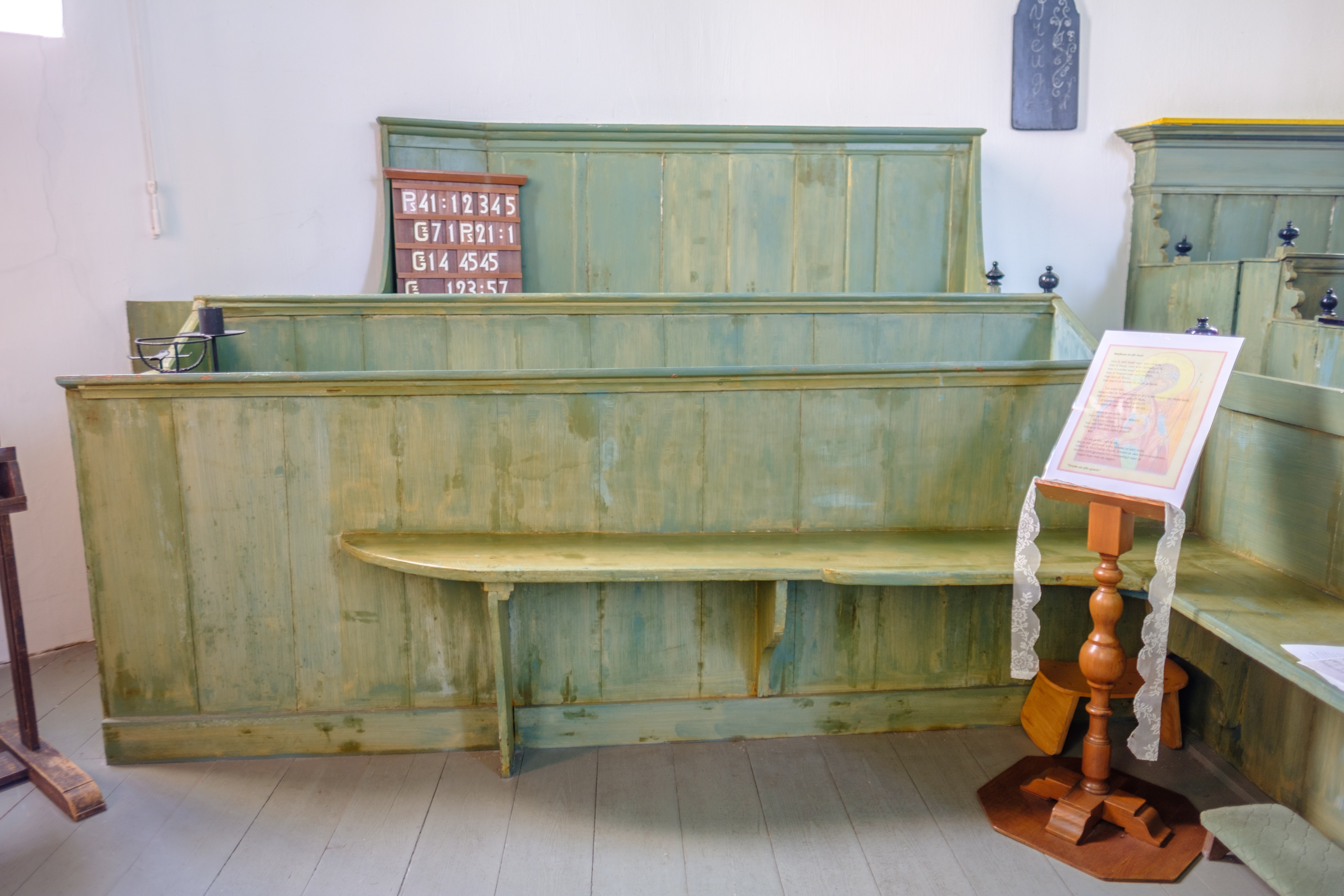
19e-eeuwse herenbank
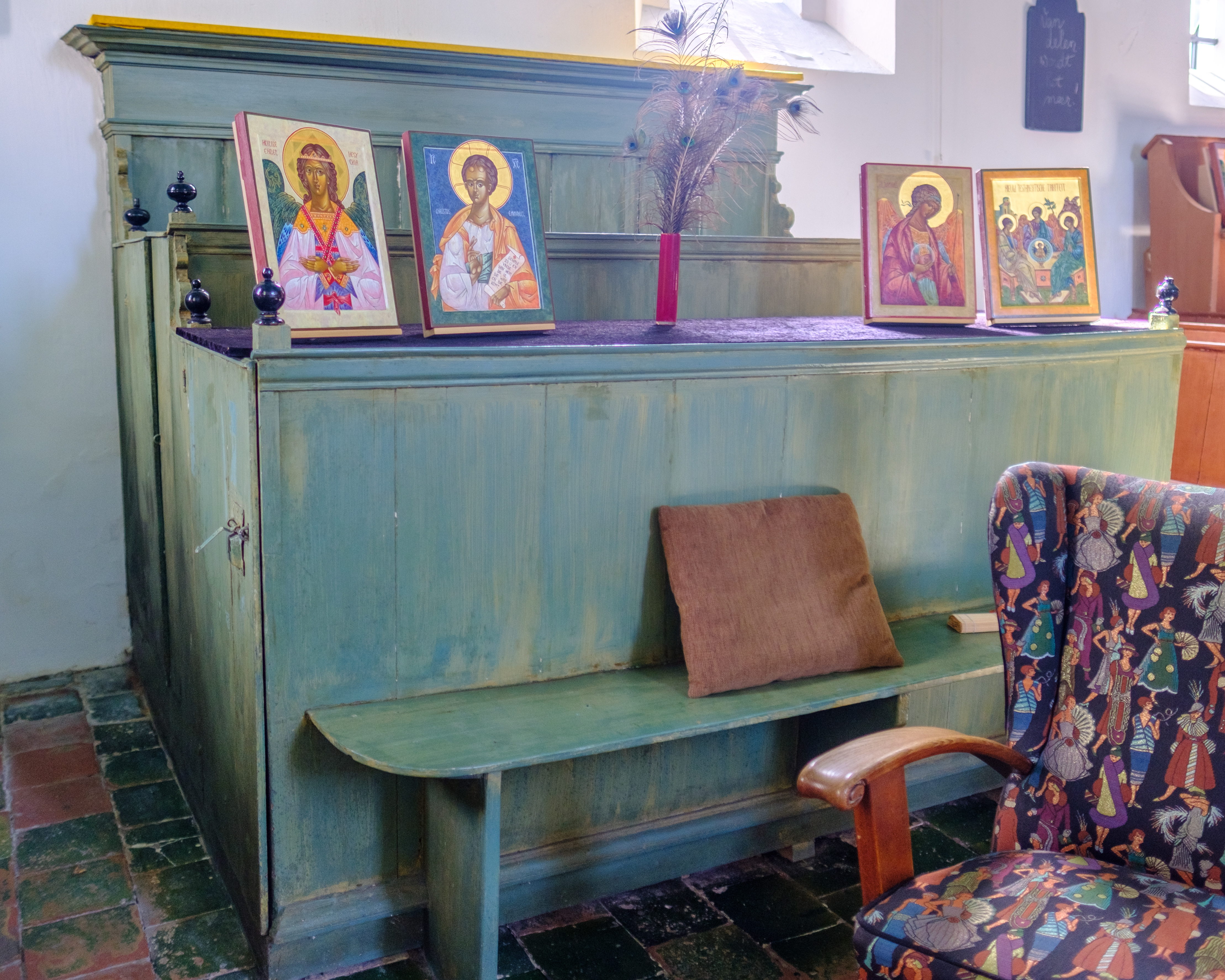
19e-eeuwse kerkvoogdijbank